# Roue d'Or d'Erfurt
La Roue d'Or d'Erfurt (en allemand : Goldenes Rad von Erfurt) est une compétition de cyclisme sur piste, demi-fond, au vélodrome Andreasried (de) à Erfurt en Allemagne.

## Historique
Avant la Roue d'Or, des courses de demi-fond ont lieu sur la piste d'Andreasried, avec entre autres Thaddäus Robl, le meilleur coureur cycliste allemand de demi-fond de l'époque,. 
La première Roue d'Or a lieu en 1910 et est une continuation du Grand Prix de Thuringe pour les stayers qui avait eu lieu sporadiquement jusque-là,,,. Le Grand Prix et la Couronne d'Or sont réunis à l'initiative des organisateurs d'Erfurt et une longue tradition s'établit.

## Palmarès

### Grand Prix de Thuringe
- 1904 : Thaddäus Robl[1].

### Roue d'Or d'Erfurt
- 1910  Hugo Przyrembl
- 1911  Hugo Przyrembl
- 1912  Jean Weiss
- 1913  Paul Nettelbeck
- 1914  Jean Weiss
- 1915–1918 non disputée
- 1919  Arthur Stellbrink
- 1920  Gustav Brummert (de)
- 1921  Oskar Kuschow
- 1922  Gustav Brummert
- 1923 non disputée
- 1924  Paul Stoltz[9]
- 1925–1926 non disputée
- 1927  Paul Krewer[10]
- 1928  Fritz Bauer
- 1929–1936 non disputée
- 1937  Adolf Schön[11]
- 1938 non disputée
- 1939  Kurt Schindler
- 1940  Paul Krewer
- 1941 non disputée
- 1942  Walter Lohmann
- 1943–1946 non disputée
- 1947  Konrad Claessens
- 1948  Hermann Hille
- 1949  Georg Umbenhauer
- 1950  Erich Metze
- 1951  Rudi Keil
- 1952  Rudi Keil
- 1953  Walter Lohmann
- 1954  Karl Kittsteiner
- 1955 non disputée
- 1956  Bruno Zieger
- 1957–1964 non disputée
- 1965  Manfred Klieme
- 1966–1967 non disputée
- 1968  Karl Kaminski
- 1969–1991 non disputée
- 1992  Ralf Keller (de)
- 1993  Ralf Keller (de)
- 1994  Edwin Vrouwdeunt
- 1995  Torsten Rellensmann
- 1996  Torsten Rellensmann
- 1997  Hanskurt Brand (de)
- 1998  Hanskurt Brand (de)
- 1999  Ralf Keller (de)
- 2000  Hanskurt Brand (de)
- 2001 non disputée
- 2002  Jan Richter
- 2003  Jan Richter
- 2004  Jan Richter
- 2005  Carsten Podlesch
- 2006–2007 non disputée
- 2008  Peter Jörg
- 2009  Peter Jörg
- 2010  Timo Scholz
- 2011  Marcel Barth
- 2012  Marcel Barth
- 2013  Marcel Barth
- 2014  Mario Birrer (de)
- 2015  Marcel Barth
- 2016  Marcel Barth
- 2017  Franz Schiewer
- 2018  Franz Schiewer
- 2019  Franz Schiewer
- 2020 non disputée
- 2021  Daniel Harnisch
- 2022  Stefan Schäfer